# Ambasadorowie Chin w Angoli
Chińska Republika Ludowa posiada w Republice Angoli swojego przedstawiciela w randze ambasadora od 1984 roku.

## Lista ambasadorów
| 1.  | Zhao Zhenkui   | wrzesień 1984 – maj 1988      |
| 2.  | Hu Lipeng      | maj 1988 – kwiecień 1992      |
| 3.  | Zhang Baosheng | czerwiec 1992 – lipiec 1994   |
| 4.  | Xiao Sijin     | marzec 1995 – luty 1999       |
| 5.  | Jiang Yuande   | luty 1999 – sierpień 2002     |
| 6.  | Zhang Beisan   | wrzesień 2002 - kwiecień 2005 |
| 7.  | Zhang Bolun    | maj 2008 – lipiec 2011        |
| 8.  | Gao Kexiang    | od lipca 2011 – sierpień 2015 |
| 9.  | Cui Aimin      | wrzesień 2015 – luty 2019     |
| 10. | Gong Tao       | marzec 2019 – wrzesień 2023   |
| 10. | Zhang Bin      | od luty 2024                  |